# Silvio Luiz
Sylvio Luiz Perez Machado de Sousa (São Paulo, 14 de julho de 1934 – São Paulo, 16 de maio de 2024) foi um locutor esportivo, apresentador, ator e árbitro de futebol brasileiro. Seu último trabalho foi na RedeTV!, como comentarista no telejornal RedeTV! News e no site da emissora. Também foi narrador dos jogos do Campeonato Paulista pelas plataformas digitais da Record.

## Origens
Começou a se interessar pelo esporte na infância, quando acompanhava a mãe, Elizabeth Darcy (cujo nome real era Natalia Pérez), desde que foi uma das mulheres pioneiras na locução, durante seu trabalho na Rádio Tupi. Em 1958, entusiasmado pela carreira de atriz da irmã Verinha Darcy, estreou como ator na primeira versão de Éramos Seis, na TV Record, como Julinho, filho dos protagonistas. Logo depois esteve no elenco de Cela da Morte na mesma emissora, sua última telenovela. Em 1965, formou-se como árbitro de futebol na Escola de Árbitros da Federação Paulista, na mesma turma que Dulcídio Wanderley Boschilia e José de Assis Aragão, tendo atuado até os anos 1970 — chegou a ser um dos assistentes na partida que inaugurou o Estádio do Morumbi, em janeiro de 1970.
Focado como jornalista esportivo, trabalhou na TV Record, TV Paulista, Rádio Bandeirantes, Rádio Record, TV Excelsior, SBT e Band. Foi diretor de programação da TV Record na década de 1970. Passou a ser locutor esportivo, ganhando aos poucos o posto de titular dos jogos e transmitindo várias Copas do Mundo. Sua marca pessoal era o uso de irreverência durante as narrações, cunhando bordões e frases de efeito e utilizando-se de sarcasmo, bem como o seu timbre de voz característico. Devido à fama dos bordões, Silvio Luiz participou em 1997 da gravação da música Futebol, Mulher & Rock 'n' Roll, da banda Dr. Sin, na qual ele narra uma partida ao longo da música com os seus inconfundíveis bordões. Atuou em seis Copas do Mundo e nove Olimpíadas, além de ter narrado jogos da Seleção Brasileira e de clubes.

## Carreira
Começou a carreira na Rádio São Paulo em 1952, fazendo locuções e participações em radionovelas. Depois, virou repórter da Rádio Record. Em 1960, foi pra Rádio Bandeirantes, mas voltou a Record depois. Na televisão, começou pela antiga TV Paulista, em 1952, se tornando o primeiro repórter de campo da TV esportiva no Brasil. Transferiu-se para a TV Record em 1953, 18 dias após a emissora iniciar suas transmissões, formando a primeira equipe esportiva do canal. Em 1956, ainda como repórter, fez parte da primeira transmissão esportiva interestadual da TV brasileira, entre Record e TV Rio. No mesmo ano, ainda com Silvio Luiz na reportagem, Record e TV Rio transmitiram simultaneamente, para São Paulo e Rio de Janeiro, um jogo da Seleção Brasileira de Futebol, em resposta à TV Tupi, que tinha feito uma provocação anteriormente.
Em 1958, como ator, trabalhou em duas novelas, na primeira versão de Éramos Seis e Cela da Morte. Depois, atuou pela antiga TV Excelsior, retornando pra Record em 1968, como jurado do programa Quem Tem Medo da Verdade?. Em 1971, voltou a trabalhar no esporte, como apresentador e narrador, fazendo com que suas transmissões fossem líderes de audiência em São Paulo. Em 1976, virou diretor de programação da Record e também passou a ser o principal locutor esportivo da casa, após a morte de Geraldo José de Almeida. Silvio imprimiu características que não existiam em narradores da época, como humor, descontração, ironia e a convicção de que não era preciso narrar o que que o telespectador já estava assistindo. Foi o rompimento do estilo do rádio na TV. Ainda na Record, Silvio cunhou frases célebres, como "Pelas barbas do profeta"; "Pelo amor dos meus filhinhos"; "Olho no lance"; "Balançou o capim no fundo do gol"; "Vai mandar lá no meio do pagode"; "queimou o filme"; "agora é fechar o caixão e beijar a viúva".

Silvio (direita) e Luciano do Valle.(data desconhecida)

Em 1982, como não tinha os direitos de transmissão da Copa do Mundo daquele ano, a Record transmitiu o torneio pela Rádio Record com a equipe da TV, liderada por Silvio, numa espécie de retaliação à exclusividade da TV Globo naquele mundial. Também comandou o Record nos Esportes e o Clube dos Esportistas, programa que marcou história por não ser totalmente ligado ao esporte em si. Narrou jogos da Copa do Mundo de 1986, transmitida em pool entre Record e SBT, que levava o slogan de "Unidos, venceremos". No começo de 1987, foi para a Rede Bandeirantes, onde marcou história como co-titular na equipe liderada por Luciano do Valle. Em 1996, foi para o SBT, onde liderou a equipe de esportes da casa por três anos, por lá também apresentou o programa Gol Show. Em 1999, voltou para a Band, contratado pela Traffic, então gestora do departamento de esportes do canal. Em 2002, foi um dos responsáveis por inaugurar o BandSports, canal esportivo por assinatura.
Em novembro de 2008, Silvio foi demitido da Rede Bandeirantes, assim como outros sete funcionários da casa. Permaneceu, porém, no Grupo Bandeirantes, sendo utilizado no canal fechado BandSports, em que narrava jogos do Campeonato Português. Comandou também vários programas no canal. Dias antes da Copa do Mundo de 2010, na África do Sul, ao saber que não seria aproveitado pelo canal, pediu demissão e se desligou definitivamente do Grupo Bandeirantes. Vale lembrar que ele, ao lado de Barbara Gancia, foi quem inaugurou o canal, fazendo sua primeira transmissão ao vivo. Em 17 de setembro de 2009, Silvio Luiz foi anunciado como novo reforço da RedeTV! para cobrir a Série B, o Campeonato Italiano e a Liga Europa da UEFA. Em 29 de junho de 2011, acertou contrato também com a Transamérica FM de São Paulo, onde ficou até 2019. No dia 29 de abril de 2013, ele estreou no comando do programa Bola Dividida, novo programa esportivo da RedeTV!, junto de Juarez Soares, Luiz Ceará e Priscila Machado, substituída depois por Gabriela Pasqualin. O programa saiu do ar em 2015.
Em 2018, ele comandou um bloco esportivo dentro da reprise do policial Operação de Risco, que mais tarde, se tornaria uma versão diária do Bola na Rede. Esta versão saiu do ar em outubro, devido a estreia do Tricotando, programa de variedades. No dia 29 de setembro de 2020, Silvio chegou a ter sua demissão da RedeTV! anunciada, mas, no dia seguinte, a emissora voltou atrás. Em 9 de novembro de 2021, após ficar mais de um ano sem narrar devido à pandemia de COVID-19 e à perda de direitos esportivos da RedeTV!, acertou com a TV Record para as transmissões do Campeonato Paulista de 2022, retornando ao canal após mais de 35 anos. Ele atuou de forma exclusiva nas plataformas digitais da Record, ao lado dos humoristas Bola e Carioca. Em 2023 e 2024, se manteve nessa função.

## Vida pessoal
Silvio Luiz Perez Machado de Souza nasceu em São Paulo, filho do eletricista Ademar Machado de Souza e da locutora Elizabeth Darcy. Descendente de portugueses e espanhóis, tinha como irmã a atriz Verinha Darcy, que morreu em 1979, aos 32 anos. Casou-se em 1969 com a cantora Márcia, com quem teve três filhos. Em 19 de novembro de 1994, Silvio Luiz recebeu do presidente Itamar Franco a Comenda da Ordem Nacional do Mérito Educativo, devido ao seu incentivo na televisão aberta em prol do Plano Real.

## Outros projetos

### Federação Paulista de Futebol
Silvio Luiz concorreu à presidência da FPF por duas vezes: em 1982 e em 1985, ambas com o jornalista Flávio Prado como seu vice. Recebeu apenas dois votos em 1982, contra 187 de José Maria Marin e 131 de Nabi Abi Chedid. Já em 1985 teve quatro votos, ante 153 novamente de José Maria Marin, 125 de Felipe Cheidde e cinco de Ulisses Gouveia.

### Narração em jogos eletrônicos de futebol
Em setembro de 2010, Silvio assinou um contrato com a Konami, empresa japonesa produtora de jogos eletrônicos, para ser o narrador oficial em português do Pro Evolution Soccer, ao lado do comentarista Mauro Beting. Seu primeiro game da série foi o PES 2011, onde Silvio emprestou sua voz para mais de cinco mil falas, incluindo seus bordões, nomes de estádios, nomes dos jogadores presentes e situações de jogo. Na edição seguinte, o Pro Evolution Soccer 2012, Silvio se manteve como narrador oficial em pt-BR, porém apenas acrescentando nomes diferentes ao estádio novos presentes no jogo, bem como novos jogadores introduzidos e algumas inovadas situações de jogo, já que a base era praticamente da narração anterior. O mesmo ocorreu durante o PES 2013, onde sua base de narração foi mantida das versões anteriores, e apenas adicionado novas falas com nomes de jogadores, estádios e situações de jogo. Seu contrato foi até a versão 2016. Para a edição de 2017, ele foi substituído por Milton Leite, do SporTV, após um desentendimento entre o narrador e a empresa fabricante do jogo. Milton já havia narrado a série concorrente, FIFA, entre as edições de 1999 e 2004.

### GPS
Em 2014, Silvio Luiz emprestou sua voz para o serviço de GPS do Waze. A sua voz ficou disponível no aplicativo apenas durante o período da Copa do Mundo realizada no Brasil.

## Morte
Morreu na manhã do dia 16 de maio de 2024, em São Paulo, aos 89 anos. A causa do falecimento foi falência de múltiplos órgãos, de acordo com o Hospital Oswaldo Cruz, onde estava internado.
No dia 8 de abril, Silvio sofreu um derrame durante a transmissão digital pelos portais R7 e PlayPlus, da partida entre Palmeiras e Santos, válida pela final do Campeonato Paulista, enquanto trabalhava ao lado dos humoristas Bola e Carioca. O locutor foi imediatamente hospitalizado, mas se recuperou em poucos dias e voltou para casa. Depois de sentir um novo mal estar, voltou a ser internado. O quadro piorou uma semana antes do falecimento, e ele chegou a ficar um dia na UTI. Coincidentemente, Silvio Luiz faleceu no mesmo dia que Antero Greco e no dia seguinte à morte de Washington Rodrigues, conhecido como Apolinho, todos eles grandes nomes do esporte brasileiro, em especial do futebol.
Foi velado e sepultado no Cemitério Gethsêmani no Morumbi.

## Bordões
- "Salve, salve, amigos da emissora x, y, em todo Brasil" - Abertura da transmissão
- "Acerte o seu aí, que eu arredondo o meu aqui" - Quando o juiz está prestes a iniciar a partida
- "Está valendo!" - Quando começa a partida
- "O que que eu vou dizer lá em casa/Pelo amor dos meus filhinhos/Minha Nossa Senhora/Pelas barbas do Profeta/Esse até a minha avó fazia" - Quando o jogador perde um lance que poderia culminar em gol
- "Subiu o pano" - Ao anunciar o impedimento de um lance
- "Bacobufo No Caterefofo" - Quando rola uma briga dentro do jogo ou algum desentendimento
- "Espeta daí, manda um sapato" - Pedindo pro jogador chutar para o gol
- "Foi lá no gogó da ema" - Quando um jogador chuta no ângulo ou o goleiro faz uma grande defesa
- "Ta armada a tarantella na casa do(a) x, y" - quando ocorre escanteio
- "Subiu na sobreloja" - Quando o zagueiro tira a bola do perigo de gol
- "Abriu a caixa de ferramenta em cima dele" - Quando um jogador marca falta
- "É pênalti!, eu vi" - Quando um pênalti é marcado
- "Olho no lance" - Ao narrar uma jogada que poderia culminar em gol
- "Ééééééééé (do time x, y) - Ao narrar o gol do time que fez o tento
- "Confira comigo no replay" - Quando ele pede pro telespectador rever com ele o lance do gol
- "Foi, foi, foi ele, jogador x, y, o craque da camisa número x, y (é dele a camisa número x, y)" - Quando ele diz o autor do gol e o número da camisa
- "Quando eram jogados redondos x, y minutos do primeiro/segundo tempo" - Ele diz em qual minuto do jogo foi marcado o gol
- "Balançou o capim, no fundo do gol do time x,y" - Quando no momento de gol se refere a bola ter balançado a grama
- "Você, repórter x, y, o que só você viu" - Quando ele pede ao repórter pra que ele próprio descreva o gol
- "Éééééééééé mais um gol brasileiro meu povo, encha o peito, solte o grito da garganta e confira comigo no replay" - Quando ele narra gol da Seleção Brasileira
- "Queimou o filme em x, y" - Quando ele narra gol de adversário do Brasil
- "Azedou o Molho" - Quando ele narra gol de adversário do Brasil
- "Deu Zebra" - Quando ele narra gol de adversário do Brasil
- "No Pau!" - Quando a bola bate na trave ou travessão
- "Vai mandar lá no meio do pagode"  - Quando um jogador cruza a bola na área do adversário
- "Agora é fechar o caixão e beijar a viúva" - Quando o jogador faz o gol que define a partida
- "Desandou a maionese" - Quando uma jogada sai errada e a equipe se perde em campo
- "Obrigado pela sua companhia, audiência, sintonia e mais que isso, pela sua grande amizade. O importante que é a nossa emoção sobreviva" - Ao encerrar a transmissão

## Filmografia

### Televisão
Como ator
| Ano  | Título        | Personagem                            | Emissora |
| ---- | ------------- | ------------------------------------- | -------- |
| 1958 | Éramos Seis   | Júlio Abílio de Lemos Filho (Julinho) | RecordTV |
| 1958 | Cela da Morte | Edgard                                | RecordTV |

Como apresentador e jurado
| Ano       | Título                                    | Cargo        | Emissora          |
| --------- | ----------------------------------------- | ------------ | ----------------- |
| 1968-1971 | Quem Tem Medo da Verdade?                 | Jurado       | RecordTV          |
| 1982-1986 | Clube dos Esportistas/Record nos Esportes | Apresentador | RecordTV          |
| 1987-1990 | Esporte Total                             | Apresentador | Rede Bandeirantes |
| 1997      | Gol Show                                  | Apresentador | SBT               |
| 2013-2015 | Bola Dividida                             | Apresentador | RedeTV!           |
| 2018      | Bola na Rede                              | Apresentador | RedeTV!           |

### Cinema
| Ano  | Filme                              | Personagem | Notas        |
| ---- | ---------------------------------- | ---------- | ------------ |
| 1964 | Luta nos Pampas                    | Lucas      |              |
| 1980 | A Morte Transparente               | Dingo      |              |
| 2000 | O Mundo Segundo Silvio Luiz        | Ele mesmo  | Documentário |
| 2006 | Boleiros 2 - Vencedores e Vencidos | Aurélio    |              |

### Dublagem
| Ano  | Filme    | Papel                   |
| ---- | -------- | ----------------------- |
| 2017 | Carros 3 | Locutor dos Oito Irados |

### Videoclipes
| Ano  | Música                            | Artistas |
| ---- | --------------------------------- | -------- |
| 1997 | "Futebol, Mulher & Rock 'n' Roll" | Dr. Sin  |

## Prêmios e indicações
| # | Ano  | Prêmio                                                                     | Categoria          | Resultado | Ref.   |
| - | ---- | -------------------------------------------------------------------------- | ------------------ | --------- | ------ |
| 1 | 2010 | Troféu ACEESP (Associação dos Cronistas Esportivos do Estado de São Paulo) | Troféu Ely Coimbra | Venceu    | [ 19 ] |
| 2 | 2015 | Troféu ACEESP (Associação dos Cronistas Esportivos do Estado de São Paulo) | Narrador de TV     | Indicado  | [ 20 ] |

Troféu Imprensa
Silvio Luiz foi indicado 14 vezes ao Troféu Imprensa, saindo-se vencedor em 5 oportunidades.
| #  | Ano  | Prêmio          | Categoria         | Resultado | Ref.   |
| -- | ---- | --------------- | ----------------- | --------- | ------ |
| 1  | 1982 | Troféu Imprensa | Locutor Esportivo | Venceu    |        |
| 2  | 1983 | Troféu Imprensa | Locutor Esportivo | Indicado  |        |
| 3  | 1984 | Troféu Imprensa | Locutor Esportivo | Venceu    |        |
| 4  | 1985 | Troféu Imprensa | Locutor Esportivo | Indicado  |        |
| 5  | 1986 | Troféu Imprensa | Locutor Esportivo | Venceu    |        |
| 6  | 1987 | Troféu Imprensa | Locutor Esportivo | Indicado  | [ 22 ] |
| 7  | 1988 | Troféu Imprensa | Locutor Esportivo | Indicado  |        |
| 8  | 1990 | Troféu Imprensa | Locutor Esportivo | Indicado  | [ 23 ] |
| 9  | 1991 | Troféu Imprensa | Locutor Esportivo | Indicado  |        |
| 10 | 1992 | Troféu Imprensa | Locutor Esportivo | Indicado  | [ 24 ] |
| 11 | 1993 | Troféu Imprensa | Locutor Esportivo | Indicado  |        |
| 12 | 1995 | Troféu Imprensa | Locutor Esportivo | Venceu    |        |
| 13 | 1996 | Troféu Imprensa | Locutor Esportivo | Venceu    | [ 21 ] |
| 14 | 2006 | Troféu Imprensa | Locutor Esportivo | Indicado  |        |

Prêmio Comunique-se
| # | Ano  | Prêmio                   | Categoria                | Resultado     | Ref.   |
| - | ---- | ------------------------ | ------------------------ | ------------- | ------ |
| 1 | 2010 | VII Prêmio Comunique-se  | Melhor Locutor Esportivo | Semifinalista | [ 25 ] |
| 2 | 2011 | IX Prêmio Comunique-se   | Melhor Locutor Esportivo | Finalista     | [ 26 ] |
| 3 | 2012 | X Prêmio Comunique-se    | Melhor Locutor Esportivo | Venceu        | [ 27 ] |
| 4 | 2013 | XI Prêmio Comunique-se   | Melhor Locutor Esportivo | Finalista     | [ 28 ] |
| 5 | 2014 | XII Prêmio Comunique-se  | Melhor Locutor Esportivo | Finalista     |        |
| 6 | 2015 | XIII Prêmio Comunique-se | Melhor Locutor Esportivo | Finalista     | [ 29 ] |
| 7 | 2016 | XIV Prêmio Comunique-se  | Melhor Locutor Esportivo | Finalista     | [ 30 ] |
| 8 | 2017 | XV Prêmio Comunique-se   | Melhor Locutor Esportivo | Finalista     | [ 31 ] |
| 9 | 2019 | XVII Prêmio Comunique-se | Melhor Locutor Esportivo | Finalista     | [ 32 ] |

### Honrarias
- Em 2016 recebeu uma homenagem no Prêmio Comunique-se. No evento, Silvio ganhou uma placa "por sua longa carreira na narração esportiva".[33]